# 4825 Ventura
4825 Ventura (1988 CS2) là một tiểu hành tinh vành đai chính được phát hiện ngày 11 tháng 2 năm 1988 bởi E. W. Elst ở La Silla.